# Пуста

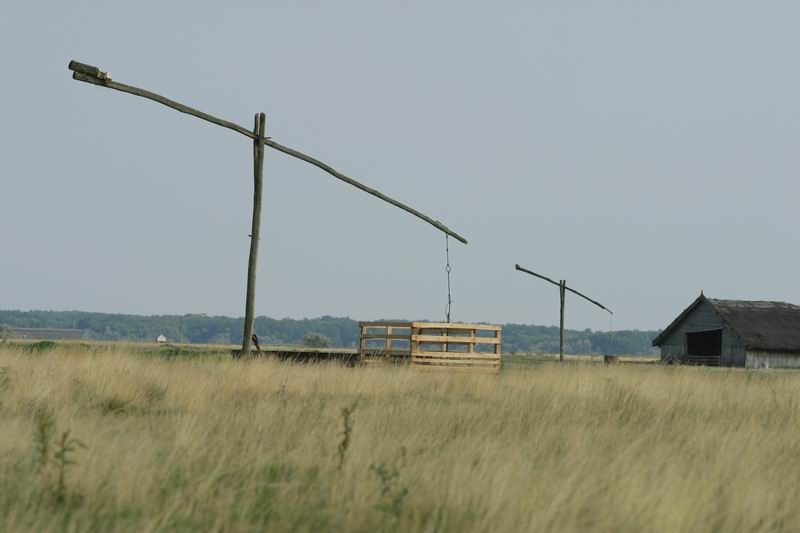
Колодец в Пусте

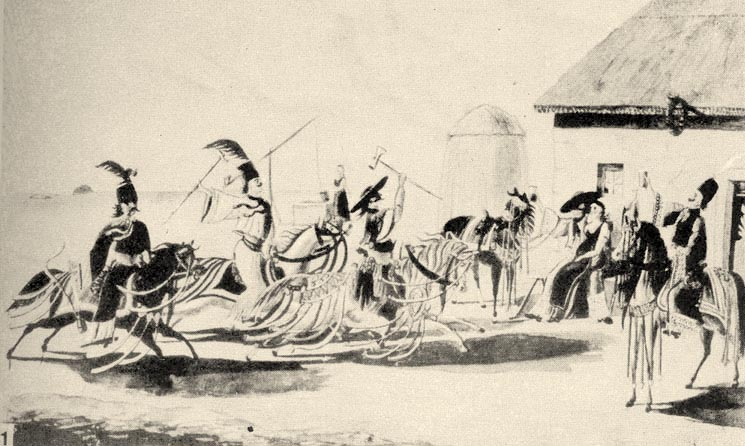
Бетьяры, около 1830 года

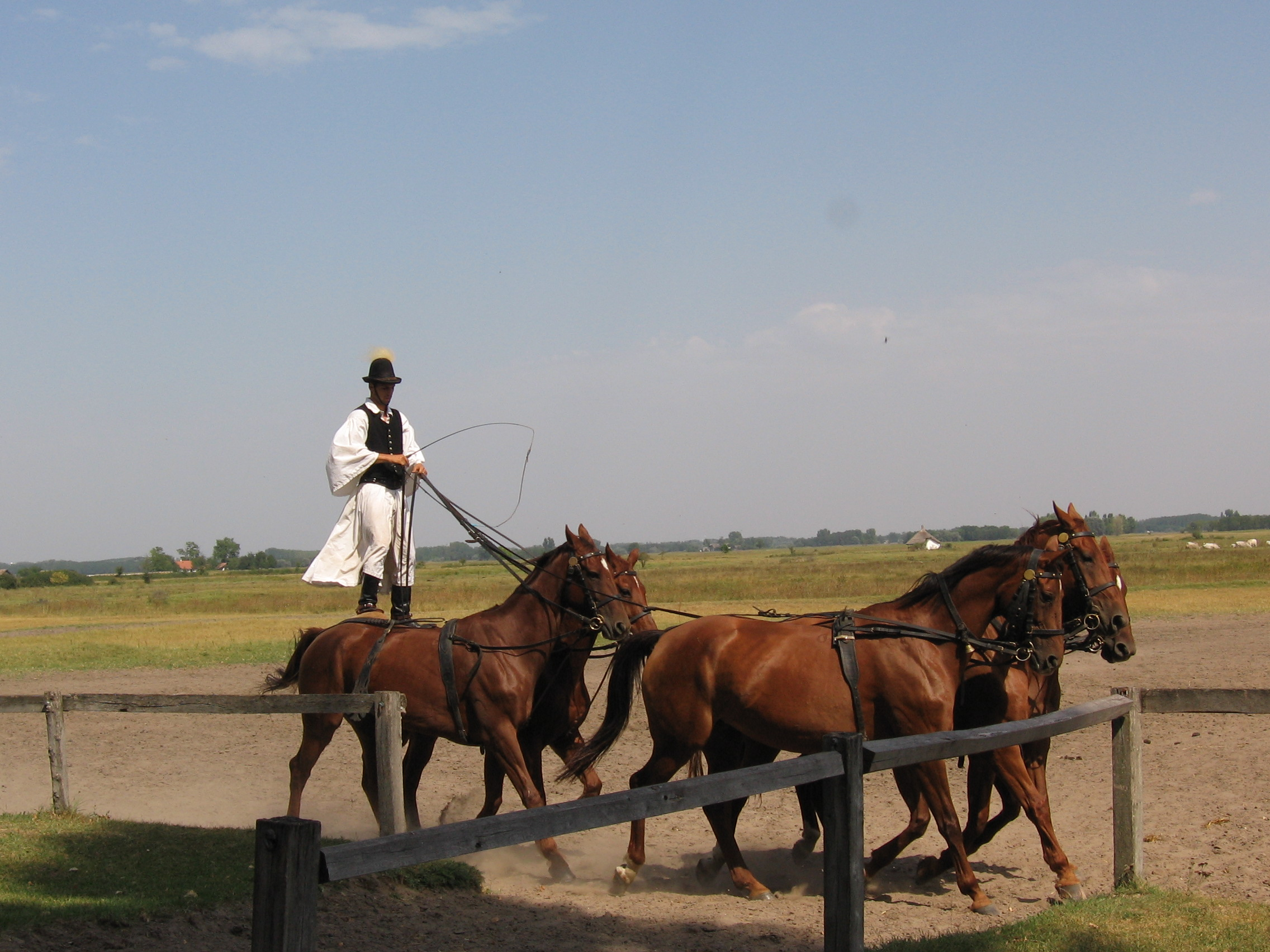
Чикош

Пу́ста или Пу́шта (венг. puszta, [pustɒ]) — обширный степной регион на северо-востоке Венгрии, часть Среднедунайской низменности, Альфёльда.

## Описание
В Пусте преобладает засушливая погода, степная растительность и континентальный климат. Почва состоит в значительной мере из песка, однако в то же время высокий уровень грунтовых вод позволяет проводить масштабное орошение местности, благодаря чему изначальную нетронутую степь сегодня можно увидеть лишь в отдельных местах, например в национальном парке Хортобадь, неподалёку от города Дебрецена.
Эта ровная степь местами прерывается то совершенно бесплодными песчаными пространствами, представляющими настоящее подобие пустыни, то ― как бы оазисами хорошей плодородной почвы. Эти последние части образовались, как предполагают, на месте разрушенных татарами и турками некогда цветущих деревень и городов. Ранее в Пусте населенные пункты были редкостью: только там и сям виднелись степные корчмы (венг. csárda — «чарда»), куда собирались пастухи, табунщики, да знаменитые когда-то удальцы ― бетьяры(венг. betyár — «разбойник с большой дороги», иногда ― с положительной коннотацией). По Пусте круглый год бродили громадные стада, табуны и отары крупного и мелкого скота, под присмотром пастухов. Удалой чикош (табунщик) нередко являлся героем народных сказаний и песен, а иногда ― и литературных произведений.
С развитием сельского хозяйства степные пространства стали обрабатываться: появились образцовые хозяйства, обширные поля пшеницы и кукурузы, древесные насаждения. Пуста является эксклавом евразийских степей.

## Этимология
Этимологически название Пуста произошло от славянского корня, присутствующего в русских словах «пусто», «пустырь», «пустыня», хорв. pust, pusta, pusto, словац. púšť и так далее.